# 触手攻击
触手攻击是虚构的鱿鱼、章鱼等软体动物或奇幻小说、科幻小说中的怪物用触手对人性侵犯。主要源于日本。

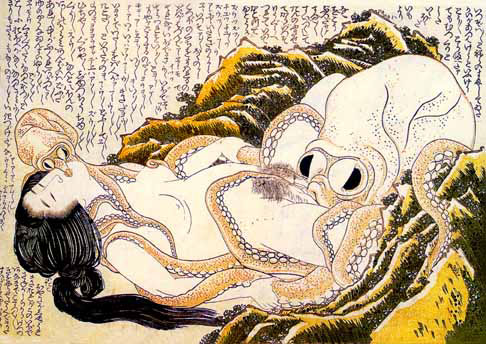
葛饰北斋《章鱼与海女图》

## 简介
主要来源于日本，是色情的一种。日本文化研究者苏珊·乔利夫·内皮尔（Susan Jolliffe Napier）认为它来源于葛饰北斋的《章鱼与海女图》。
19世紀英國藝術家Joshua Handley去日本遊玩後，可能受到日本觸手情色文化的影響，也創作了一些女人享受於觸手強姦的小說。
早期日本漫畫偶爾會看到具有性暗示的觸手攻擊。菊地秀行的小說《妖獸都市》是一部將觸手與妖怪結合的科幻奇幻作品，有改編成動畫電影和香港真人版電影，後者沒有情色情節。但妖獸都市對於觸手的運用尚淺。
真正開始大量使用觸手並與性掛鉤的，是活躍於80年代到90年代的漫畫家前田俊夫，他的作品以成人漫畫居多，並且許多有大量觸手攻擊的情色場景，而前田俊夫作品的另一特色是，結合了科幻恐怖片的氣氛，具有觸手的妖魔或生物潛伏並襲擊人類，作品包括《超神传说童子》（第一部觸手作，所以也被視為現代情色觸手的始祖）、《淫獸學園》。前田俊夫作品陸續改編成成人動畫OVA（有些甚至還有H-Game和真人電影），而成人動畫公司Pink Pineapple在90年代也做了大量風格與前田俊夫相近的觸手動畫。自此觸手攻擊成為了成人ACG的一部分。
前田俊夫後雖然沒有大量創作觸手的知名漫畫家，但自21世紀起，觸手攻擊已經深入成人題材中，遊戲和漫畫不時可以看到觸手攻擊，也有以出版觸手遊戲著名的遊戲公司，動畫也有不少經典之作。
甚至2008年起，日本AV公司也陸續開始拍起了真人觸手攻擊題材，顯示觸手題材之廣泛。

## 與性的關聯
從含有觸手攻擊的成人作品中，大抵可以歸納出觸手對應現實的可能性聯想如下：

### 異性戀男性
- 彰顯男性性器官，像是更大更長更粗；同時規避法律「性器官不可顯露」的問題（前田俊夫的創作背景）。
- 男人以性器官任意觸碰女人
- 呈現女人被強大的力量征服的模樣，因為有些男性閱聽者不在乎讓女人沉溺於性愛的是何者。（觸手較難以讓閱聽者代入自身）。
- 觸手就像無數手一樣，玩弄女人。一個人只有兩隻手，觸手卻有很多條。
- SM&BD（綑綁與凌辱女性）
- 輪姦
- 滿足男人同時與多位女性性交的妄想。
- 恐怖情色（英语：Erotic horror）。美國電影建立了奇形怪狀生物的恐怖片形象，所以觸手生物自然能套進這樣的模式。前田俊夫開始的作品就承襲了這種如科幻恐怖片的氣氛。根據吊橋效應，恐怖氣氛可能有助性興奮。
- 可擬態成各式工具，與相關妄想結合。例如打針讓女性巨乳化，榨乳器或是張大口吸奶。
- 凸顯女角被性侵的樣子。男性向的作品通常侵犯者的面容低調甚至不要出現會更容易吸引閱聽眾，觸手攻擊通常就有此特性。甚至可以讓執行觸手攻擊的是女性，概念上就與扶他有點相近。

## 有触手攻击内容的主要作品

### 一般向
- 迷宮飯：漫畫。
- 東京喰種：原作漫畫，後改編為動畫。
- 侵略！花枝娘：原作漫畫，後改編為動畫。
- 暗殺教室：原作漫畫，後改編為動畫。
- 妖精的旋律：原作漫畫，後改編為動畫。
- 海底兩萬里：科幻小說。

### 成人向
- 前田俊夫作品 （以下原作皆為漫畫）
  - 超神传说童子：被認為是現代觸手始祖，有改編動畫。
  - 淫兽学园：前田俊夫最知名作品，也是90年代觸手代表作，改編有動畫、遊戲、真人電影等。
- Pink Pineapple（日语：ピンクパイナップル）作品 （以下原作皆為動畫）
  - 淫兽 被盯上的偶像：也是90年代觸手代表作，出现了触手当着男性的面前，侵犯其女朋友的情节。罕見的纯爱题材影片，通过剧情矛盾深化男女主人公的爱情。
  - 淫獸教師
  - 淫獸女教師
- 對魔忍淺蔥：原作遊戲，後改編為動畫，亦改編成色情片、漫畫、小說等各式各樣的作品。
- 魔法少女爱：原作遊戲，後改編為動畫。是「魔法少女與觸手凌辱」的濫觴。
- 某零的秘密的花園：漫畫。是前田俊夫後，罕見的有恐怖片氣氛的長篇。但故事中女主角的年齡是敏感的問題，嚴重程度足以在某些先進國家遭到禁止。
- Lamento -BEYOND THE VOID-：BL遊戲，在其中一個壞結局裡含有主角受到觸手攻擊的成份。